# 荔枝角公園

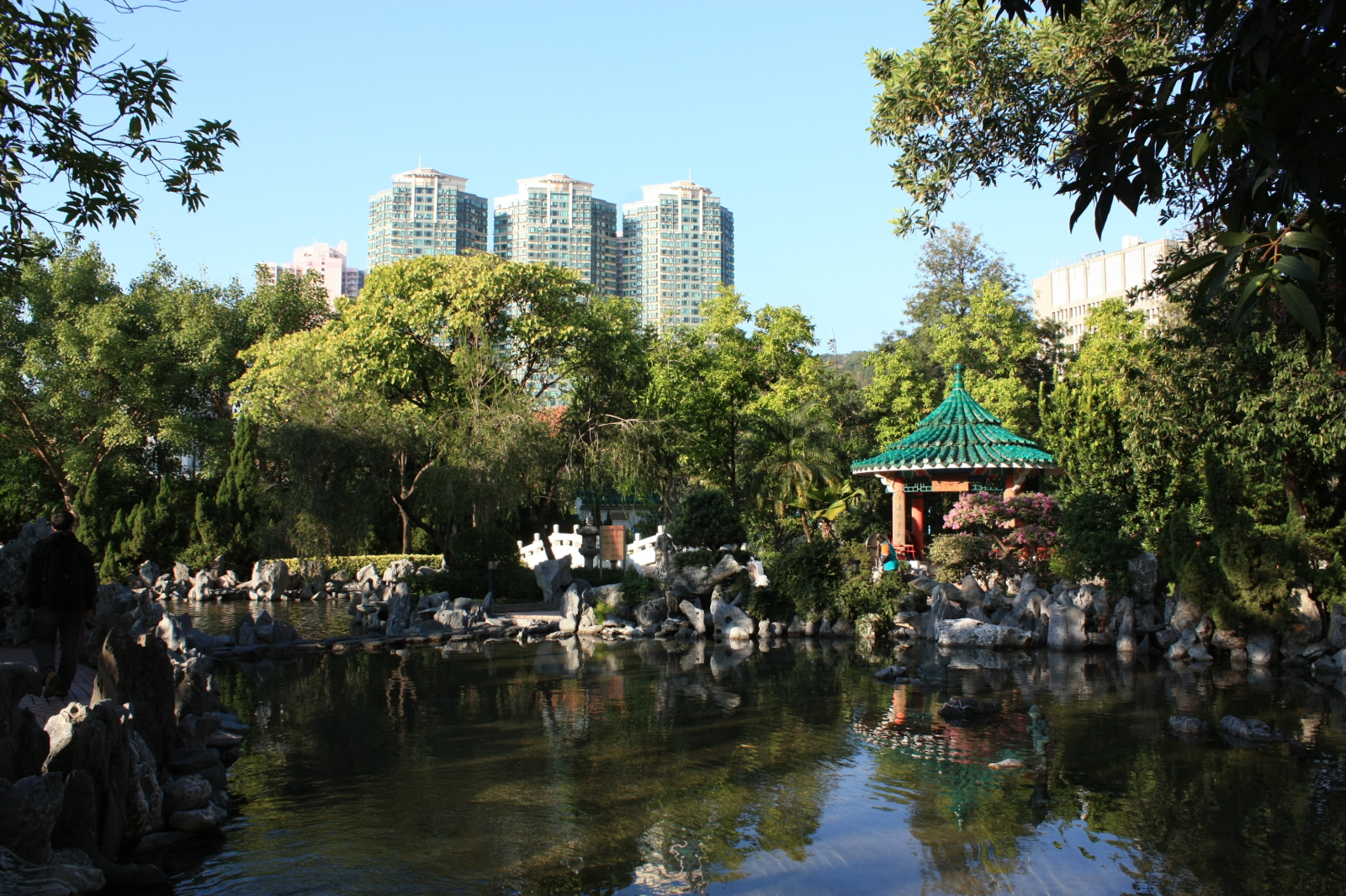
荔枝角公園第一期（皇家園林）

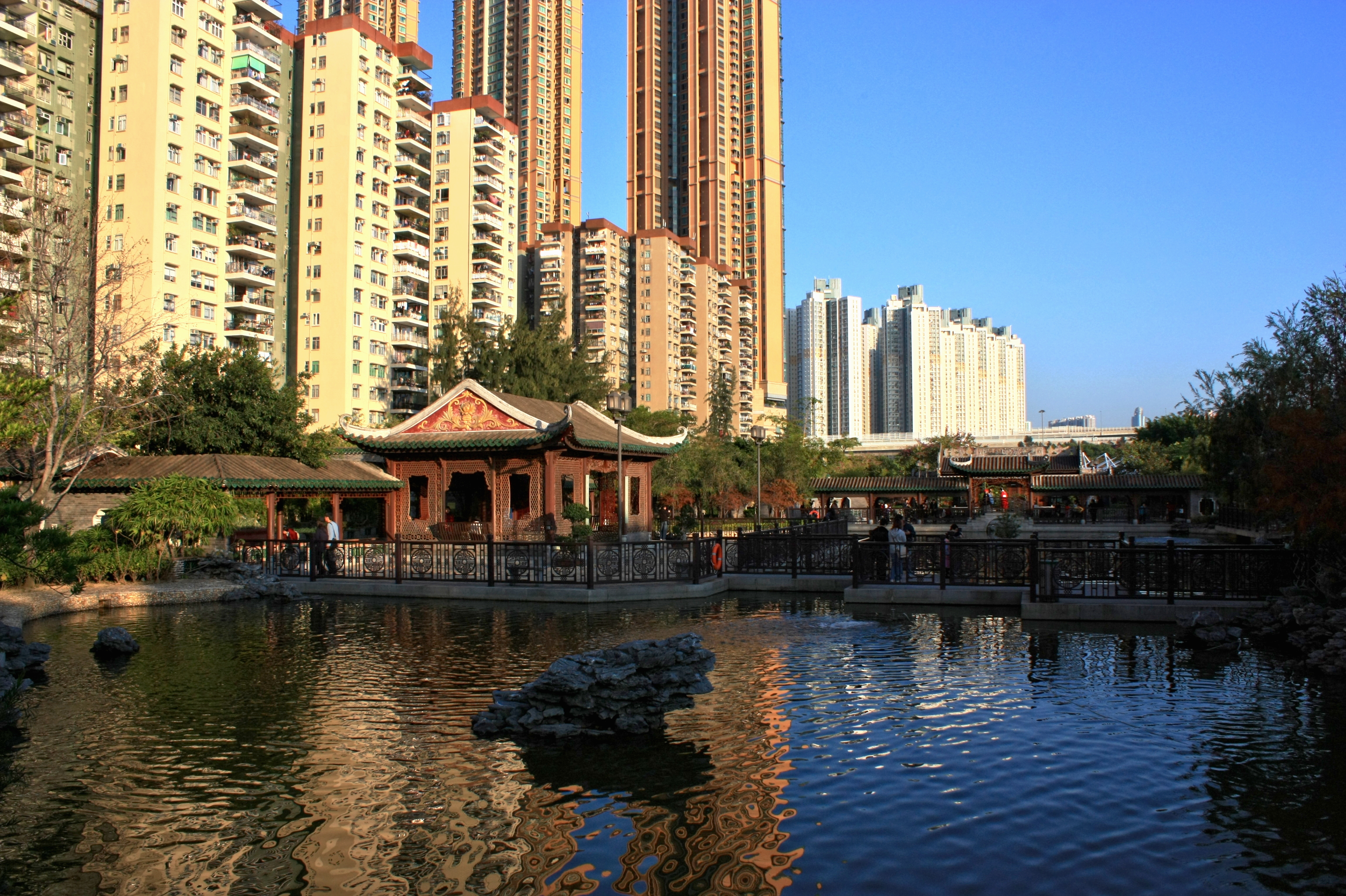
荔枝角公園第三期為嶺南之風

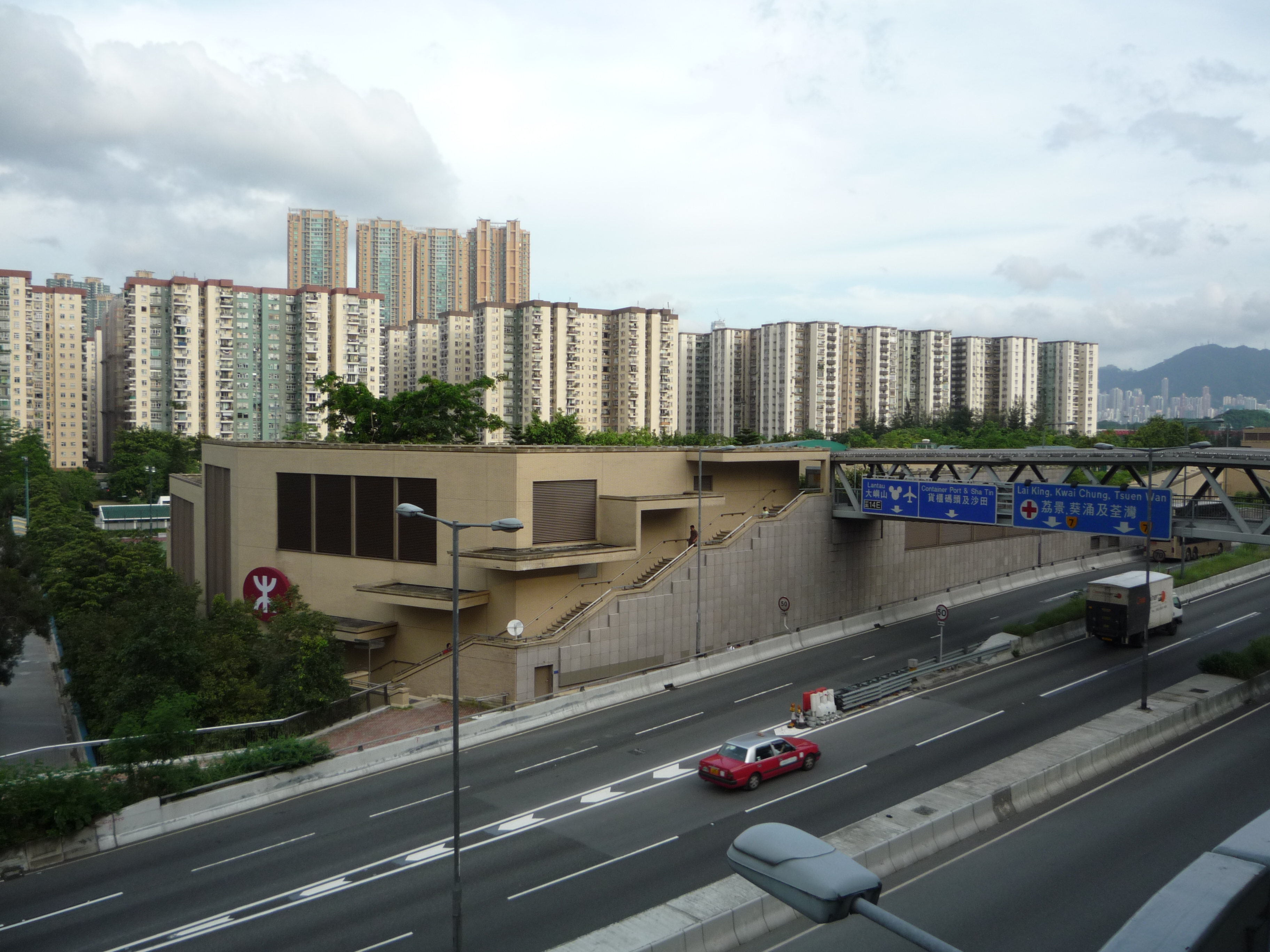
港鐵西鐵綫美孚站上蓋綠化地成為公園一部份

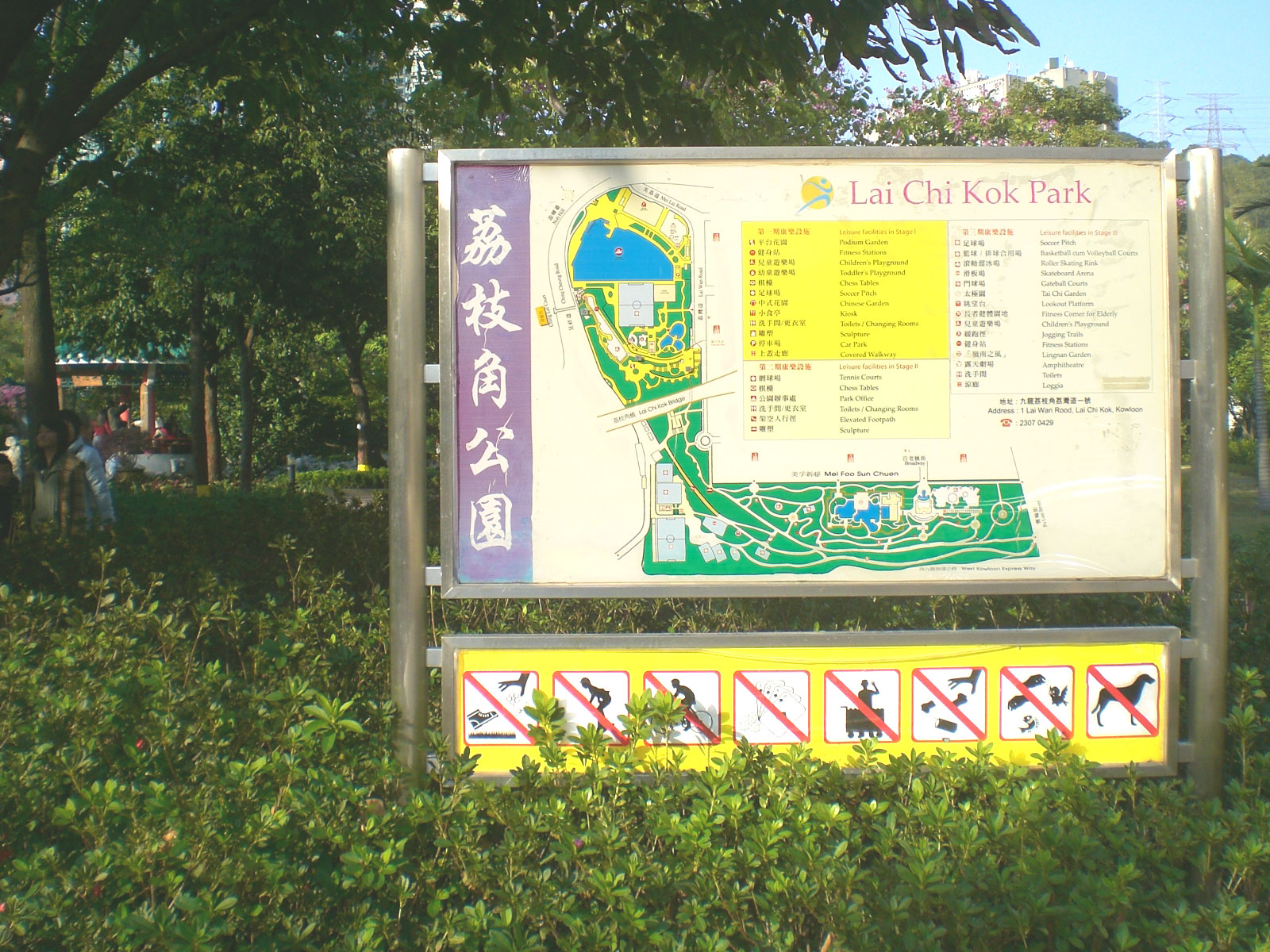
荔枝角公園地圖

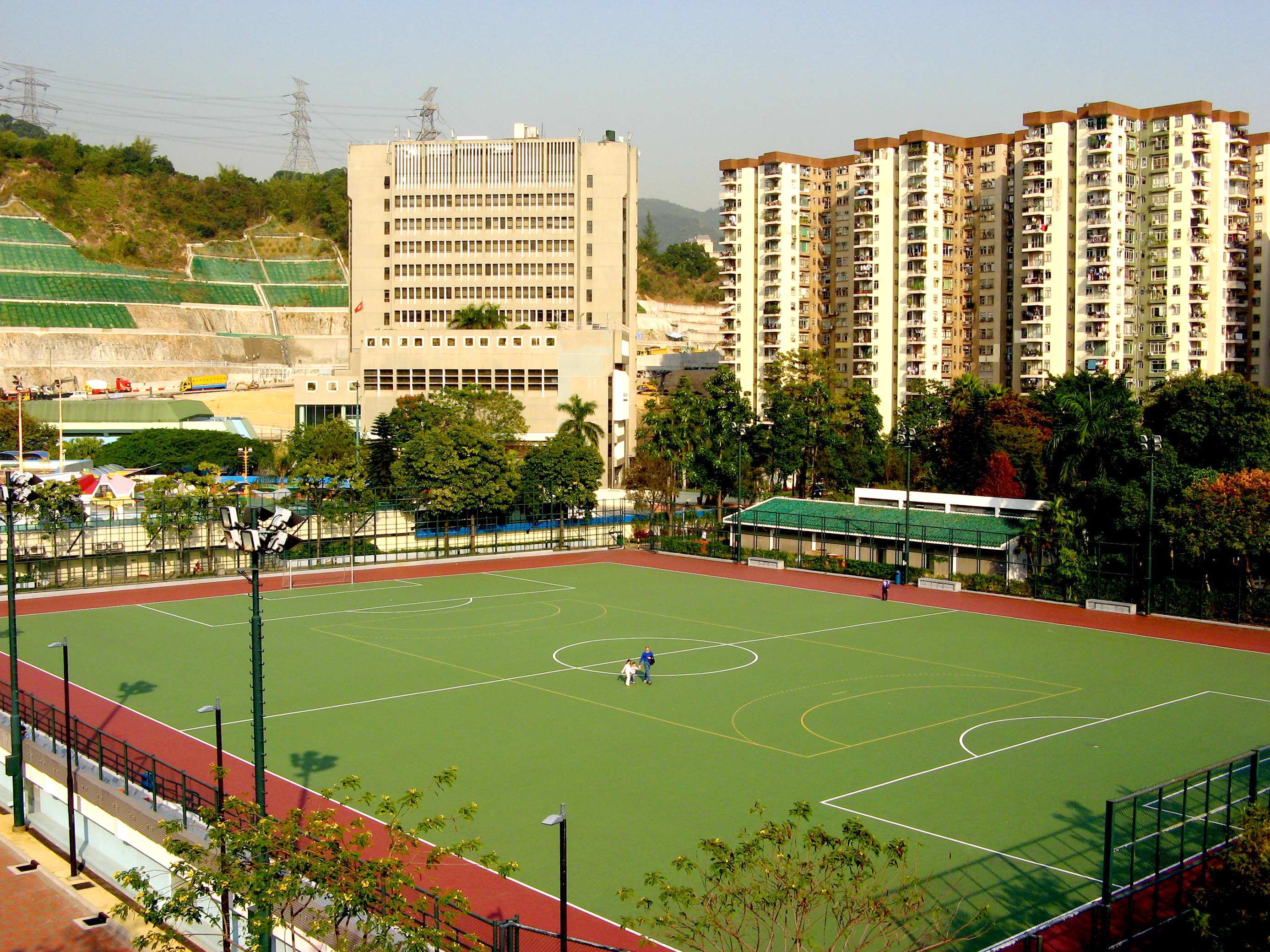
荔枝角公園內的硬地足球場

荔枝角公園（英語：Lai Chi Kok Park）位於香港九龍荔枝角的荔枝角灣原址及其南面，分三期興建，佔地17.65公頃，是九龍面積最大的公園，現由康樂及文化事務署管理。

## 歷史
在1980年代，由於要興建荔枝角公園，荔枝角大橋（葵涌道）以內的荔枝角灣被填平，灣內的泳棚和划艇場消失。北端的室內體育館與荔枝角泳池分別首先於1982及1984年5月26日落成。南端亦落實興建荔枝角公園，第一期於1990年1月17日啟用。
1993年12月，西九龍填海工程使荔枝角大橋以及美孚新邨以南的海域變成陸地，荔枝角公園就再向該處擴展，以作為西九龍公路和美孚新邨之間的緩衝帶。西鐵綫由於要在位於地面的公園穿過，在2000年至2005年間，九廣鐵路公司負責重置荔枝角公園內所有受西鐵工程影響的設施，第二及第三期發展亦作出相應修訂，進行加建及改善設施工程。第二期於2005年10月26日啟用。
由於該段鐵路及車站要跨過既有的荃灣綫隧道，工程完成後要比地面高出很多，因此西鐵（今屯馬綫）美孚站上蓋加建了花園，以將車站融入公園，並於西鐵通車時同步開放。
嶺南之風位於荔枝角公園第三期內，2000年11月11日開放給大眾參觀，屬於一個傳統嶺南風貌為主題的中式公園。
值得注意的是此公園毗連美孚站，而不是茘枝角站，故可乘坐港鐵的荃灣綫或屯馬綫前往美孚站。
1999年12月16日，臨時區域市政局與臨時市政局在荔枝角政府合署對出設置「文物時間囊」，收藏了前兩局的年報、千禧年活動紀念品和前議員自選物品，包括前各大會堂及文娛中心1999年12月文娛節目表、1999年12月號「市政新聞」、前臨區局徽號及前臨市局領帶、元朗劇院落成通知和《基本法》等，並計劃於2020年開啟。不過政府沒有如期打開，直至深水埗區議員李俊晞跟進後，到12月29日才進行提取工作。康文署表示稍後會作公開展示。

## 名稱及填海造城葵青区及深水埗区分界爭議
荔枝角公園所在地為荔枝角，此公園以「荔枝角」命名自然無可非議。但因港鐵將位於荔枝角的港鐵站以美孚新邨命名為美孚站，卻將位於長沙灣的地鐵站命名為荔枝角站，導致不少想來此公園遊玩的市民被誤導在荔枝角站落車。
荔枝角公园前身为荔枝角湾，湾岸凹进现呈祥道一带，呈现新界及九龙分界线明显，但填海成陆地后成荔枝角公園、荔枝角政府合署、荔枝角游泳池、荔枝角運動場及現今的樂園，荔灣花園、華荔邨等公用設施和住宅，縮短九華徑、清麗苑和美孚新邨的距離，三邊居民來往更容易。而位於葵涌中心地帶的葵芳、荔景跟呈祥道以北的住宅一帶相距又較遠，同時把清麗苑範圍劃入深水埗區造成呈祥道作為分界線的作用形同虛設，而同时港英政府对九华径村落一带的新界原居民放任处理，進一步模糊葵青區和深水埗區的分界，导致荔景山路以南一带归属九龙或新界难以分辨。

## 禁煙安排
此場地全面禁煙。

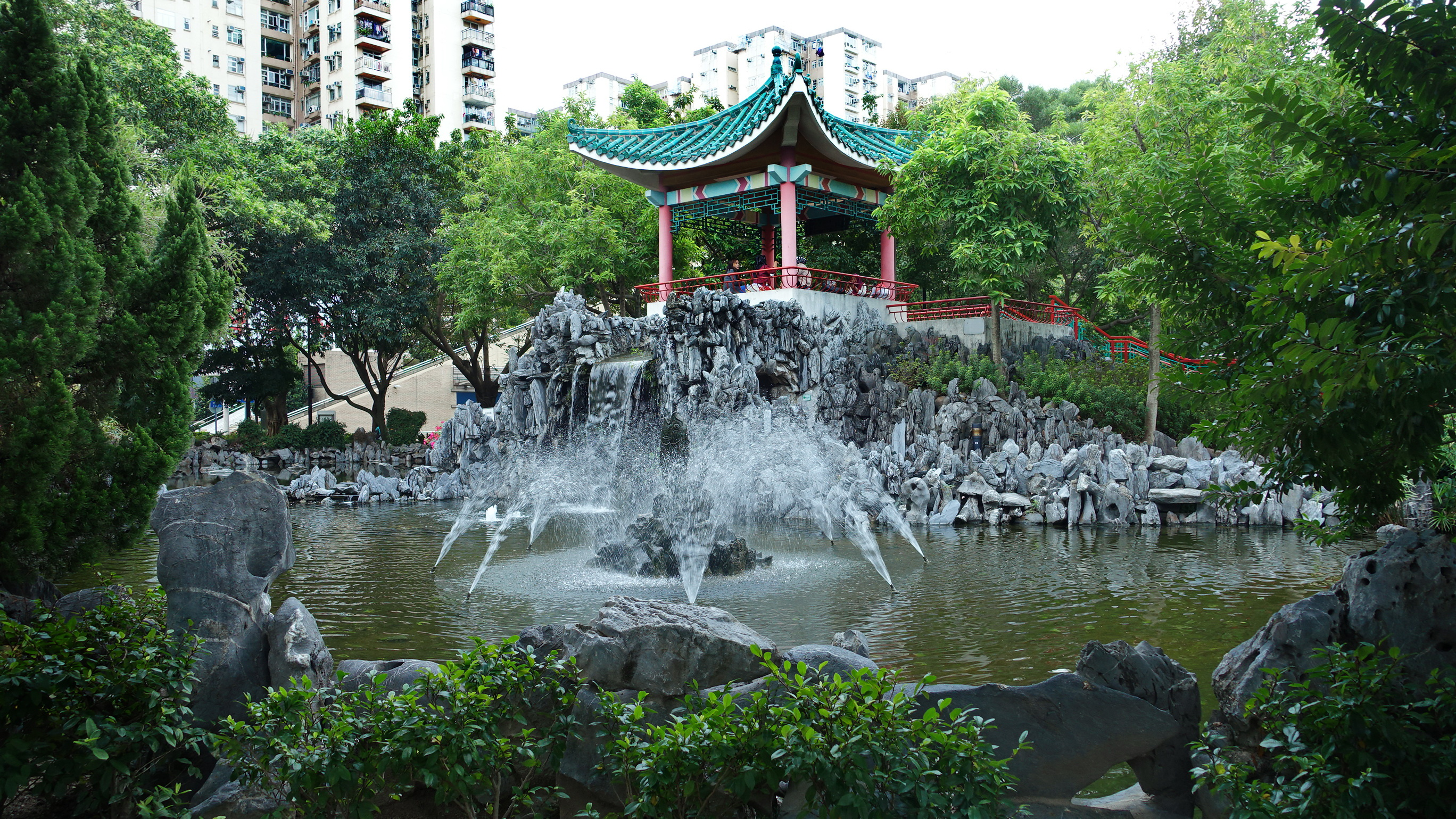
荔枝角公園第一期的中式花園（皇家園林）
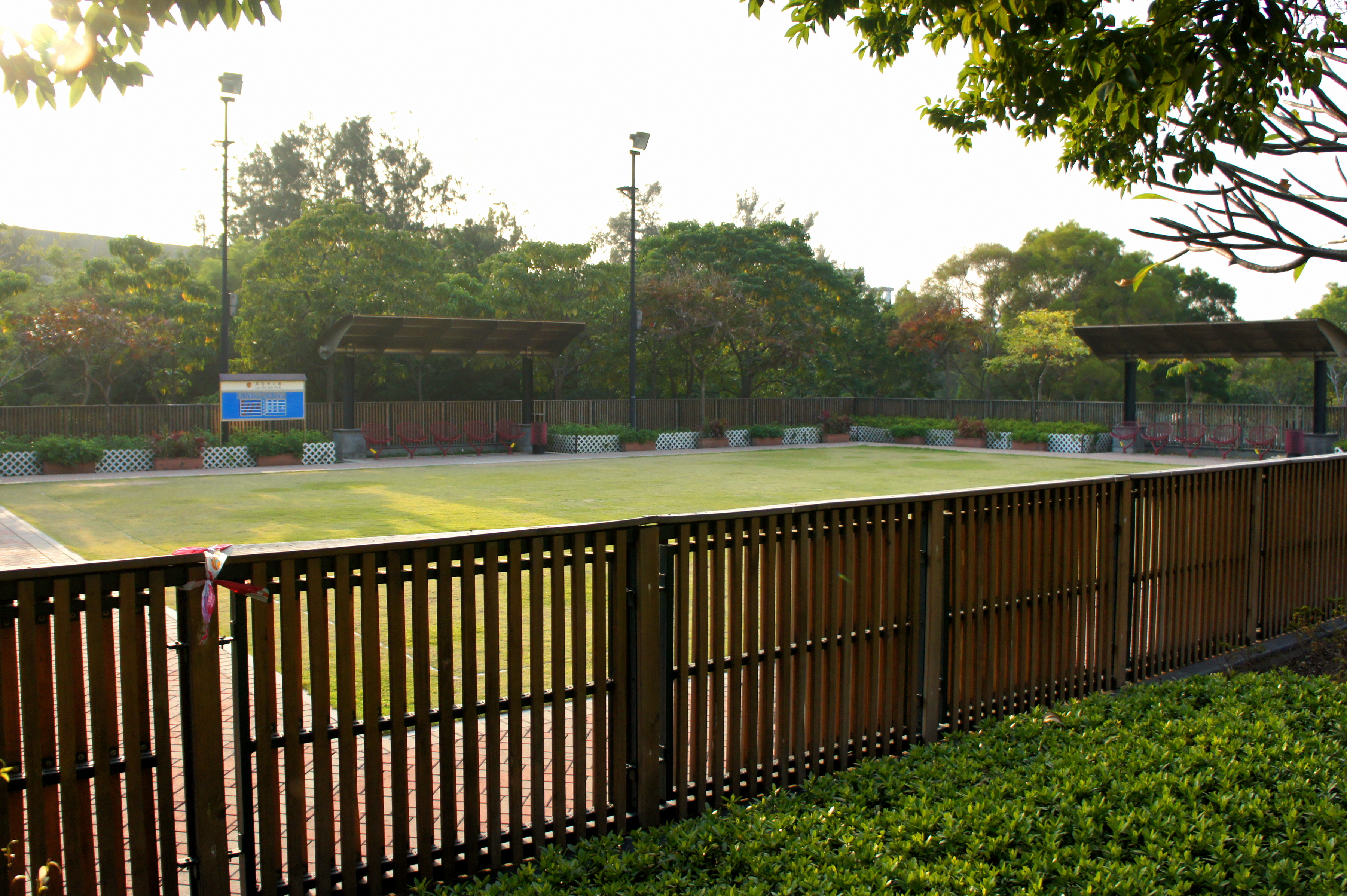
荔枝角公園第三期的門球場
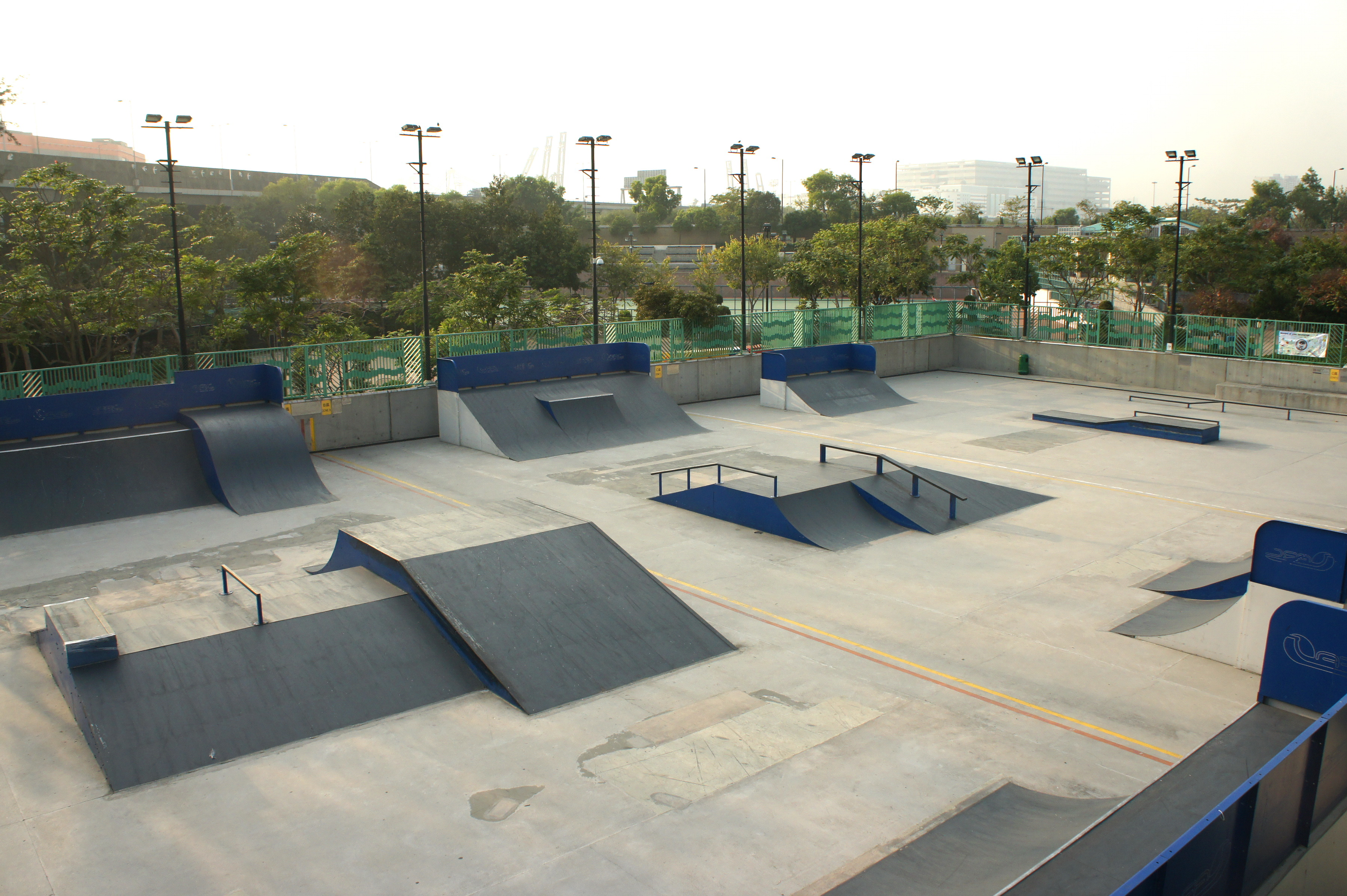
荔枝角公園第三期的滑板場
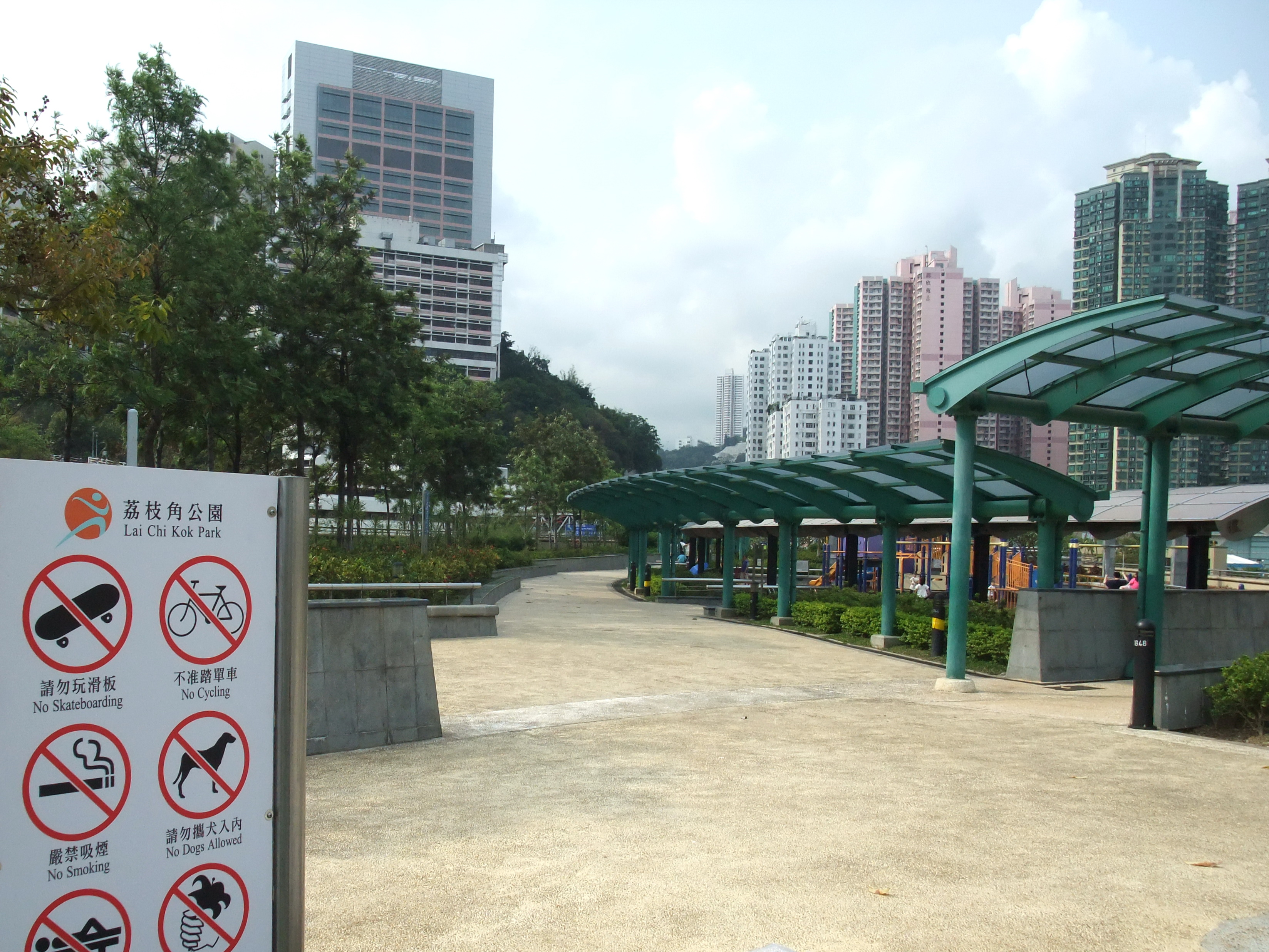
荔枝角公園平台花園，左前方建築物為瑪嘉烈醫院。
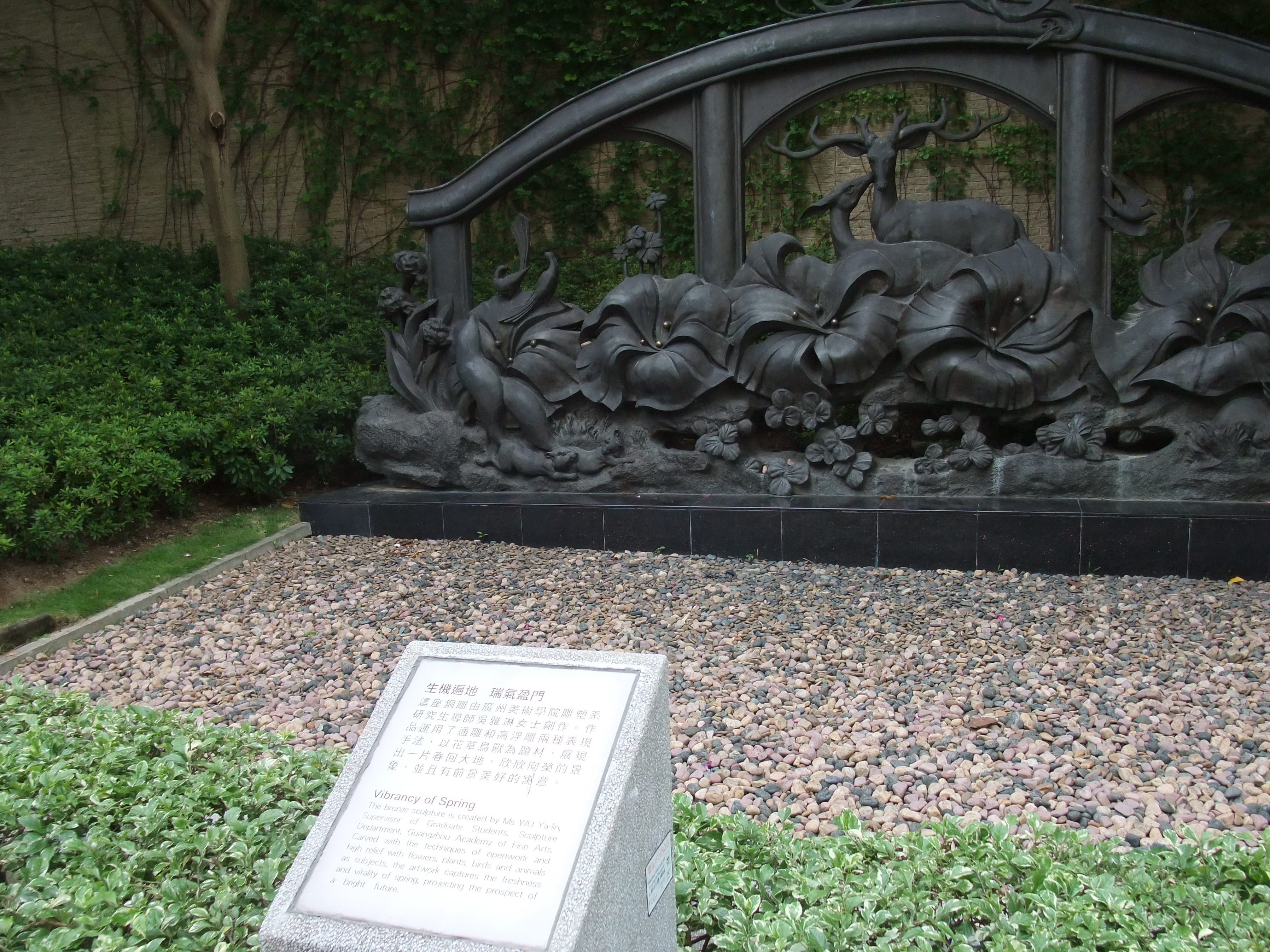
荔枝角公園內的一座銅雕「生機遍地 瑞氣盈門」。

## 文獻
1. ↑  體育館內的揭幕牌匾
2. ↑  . 大公報第五版. 1984年5月22日.
3. ↑  . 眾新聞. 2020-12-29  [2020-12-29]. （原始内容存档于2021-02-01）.
4. ↑  . 香港電台. 2020-12-29  [2020-12-29]. （原始内容存档于2021-04-12）.
5. ↑  林兆榮. . 立場新聞. 2015-07-17  [2021-06-03]. （原始内容存档于2021-06-03）.

## 外部連結
- 荔枝角公園
- 【週末好去處】漫步中式庭園 荔枝角公園︱kennechu.info （页面存档备份，存于）